# Sumatraanse otter
De Sumatraanse otter (Lutra sumatrana)  is een zoogdier uit de familie van de marterachtigen (Mustelidae). De wetenschappelijke naam van de soort werd voor het eerst geldig gepubliceerd door Gray in 1865.